# Naissance en 1099
Naissance
- 1095
- 1096
- 1097
- 1098
- 1099
- 1100
- 1101
- 1102
- 1103

Cette page dresse une liste de personnalités nées au cours de l'année 1099 :
- Guillaume X d'Aquitaine, dernier des comtes de Poitiers sous le nom de Guillaume VIII et duc d’Aquitaine.
- Olaf IV de Norvège, co-roi de Norvège.
- Teobaldo Roggeri, saint de l’Église catholique.

date incertaine (vers 1099)
- Iouri Dolgorouki, ou Iouri Vladimirovitch, grand-prince de la Rus' de Kiev de la dynastie des Riourikides.
- Ranulph de Gernon, Ranulph (IV) le Meschin dit de Gernon ou Ranulf (II) de Chester,  comte de Chester et vicomte d'Avranches et du Bessin.

## Crédit d'auteurs
- Cet article est partiellement ou en totalité issu de l'article intitulé « 1099 » (voir la liste des auteurs).